# Белошапкова, Вера Арсеньевна
Ве́ра Арсе́ньевна Белоша́пкова  (7 июля 1917, Новгород — 1996, Москва) — русский лингвист. Доктор филологических наук, профессор кафедры русского языка.

## Биография
Вера Арсеньевна Белошапкова родилась 7 июля 1917 года в Новгороде. Через полгода семья переехала в Петроград, затем в Сибирь. В 16 лет окончила педагогический техникум в Таре. 2 года после выпуска проработала преподавательницей ШКМ (сельская семилетка) в селе Евгащино Большереченского района. В 1935 году была откомандирована в Омский педагогический институт — на отделение русского языка и литературы. Её называли «профессор», и так к Вере Арсеньевне обращались. Немногих профессоров так величают.
После окончания в 1939 году Омского педагогического института В. А. Белошапкова работала в Тобольском учительском институте, где из-за нехватки специалистов ей пришлось вести практически все филологические курсы. В Тобольске она познакомилась со своим будущим учителем — академиком В. В. Виноградовым, где он с 1941 по 1943 годы читал лекции по истории русского языка и современному русскому языку.
Вклад Веры Арсеньевны в учение о русском синтаксисе неоспорим. В 1950 г. она окончила аспирантуру филологического факультета МГУ, а в 1951 г. получила степень кандидата филологических наук за диссертацию, посвященную одному из типов сложных предложений. К изучению структурных типов сложного предложения в современном русском языке (временные предложения с союзом «как»)". Проработав шесть лет на кафедре русского языка Латвийского университета, в 1956 г. В. А. Белошапкова вернулась в МГУ. В 1970 году защитила докторскую диссертацию «Сложное предложение в современном русском языке». В её научной биографии важное место занимает работа над университетским учебником. В написанном ею и изданном в 1977 г. учебнике по синтаксису реализован новый принцип преподавания науки о современном русском языке — не разрывая связь с традицией, знакомить студентов с самыми актуальными, спорными вопросами современной науки. Этот же принцип положен в основу книги «Современный русский язык» — учебника по всему курсу русского языка, научным редактором которого она была и для которого написала раздел «Синтаксис». К работе над этим учебником В. А. Белошапкова привлекла таких ученых, как М. В. Панов, Е. А. Земская, И. Г. Милославский. Подготовила более 50 кандидатов и 5 докторов филологических наук. В рамках созданной синтаксической школы воспитала несколько поколений учеников.
Доктор филологических наук Ремизова О. Г. в своей статье под названием «Её называли Профессор», посвященной личности В. А. Белошапковой, вспоминает 1950-е годы, когда будучи студенткой, слушала её лекции по синтаксису: «В аудиторию входила статная русская женщина. От неё исходили спокойствие, торжественность, сосредоточенность. Была весна, и было много света. С ним гармонировало светлое лицо Веры Арсеньевны и светлая её одежда. Позднее стало ясно, что это был и свет её личности». Ольга Григорьевна также вспоминает дар щедрости и дружеское участие Веры Арсеньевны, когда она стала хорошим репетиром её сыну и многому научила его. Прощание с Верой Арсеньевной проходило в главном здании МГУ В просторном помещении сидело много людей, и это были её ученики. О. Г. Ремизова не была её студенткой, но как она понимала, что Вера Арсеньевна относилась к своим ученикам с большой заботой и опекой: «В просторном помещении сидели люди, много людей, и большая часть была мне незнакома. Они приехали в этот день и на один этот день со всех концов уже не существовавшего тогда государства. Это были люди, которых учила Вера Арсеньевна, — 50 кандидатских и несколько докторских, написанных и защищенных под её руководством, — это не шутка! -те, кому она помогала своими советами, кого пестовала и опекала. Потому что, хотя я сама никогда не была ученицей Веры Арсеньевны, я так понимаю, что Вера Арсеньевна не порывала с теми, кто попадал в её орбиту. Это было скорбное, но торжество».
Научная деятельность
Занималась вопросами изучения словосочетания. Разработала общие принципы классификации русского сложного предложения, воплотившиеся в структурно-семантическую концепцию, впоследствии послужившую основой описания сложного предложения в академической грамматике. Занималась теорией простого предложения, уточнила многие традиционные понятия этой области синтаксиса и ввела новые. Например, в работе «Современный русский язык» под её редакцией отмечается структурное и семантическое единство частей сложного предложения, которые «в конструктивном аспекте подобны простым предложениям». Она привела свою трактовку СП. Говоря о сложном предложении, В. А. Белошапкова приходит к выводу, что сложное предложений действительно представляет собой соединение простых, вместе с тем оно является единственно целым, выражающим одну мысль и имеющим законченную интонацию. Она создала классификацию БСП, СПП, ССП, к которой филологи обращаются и по сей день, изучая сложное предложение в рамках синтаксиса.
В её научной биографии важное место занимает работа над университетским учебником. В написанном ею и изданном в 1977 году учебнике по синтаксису реализован новый принцип преподавания науки о современном русском языке — не разрывая связь с традицией, знакомить студентов и с самыми актуальными, спорными вопросами современной науки. Этот же принцип положен в основу книги «Современный русский язык» — учебника по всему курсу русского языка, научным редактором которого она была и для которого написала раздел «Синтаксис». К работе над этим учебником В. А. Белошапкова привлекла таких учёных, как М. В. Панов, Е. А. Земская, И. Г. Милославский. Первое издание напечатано в 1981 году, а через восемь лет вышло второе издание, существенно дополненное и переработанное; в нём появились новые разделы и новые авторы — Л. А. Новиков, Л. П. Крысин, Е. А. Брызгунова. В 1997 году этот учебник издан в третий раз. Он до сих пор остаётся одним из наиболее авторитетных учебников по курсу современного русского языка.
Умерла Вера Арсеньевна Белошапкова 1 июня 1996 года в Москве. Прощание с Верой Арсеньевной происходило в главном здании МГУ.

## Преподавательская деятельность
Подготовила более 50 кандидатов и 5 докторов филологических наук. В рамках созданной синтаксической школы воспитала несколько поколений учеников.

## Публикации
Автор более 100 статей и монографий, в том числе:
- Белошапкова В. А. Сложное предложение в современном русском языке (некоторые вопросы теории). — М., 1967. — 160 с.
- Белошапкова В. А. Современный русский язык. Синтаксис. — М.: Высшая школа, 1977. — 50000 экз.
  - (переиздано дважды). 3-е изд: ISBN 5-89285-005-6.